# كيفن ريتشاردسون (لاعب كرة قدم)
كيفن ريتشاردسون (بالإنجليزية: Kevin Richardson)‏ (4 ديسمبر 1962 بنيوكاسل أبون تاين في المملكة المتحدة - ) هو لاعب كرة قدم بريطاني في مركز الوسط. شارك مع منتخب إنجلترا لكرة القدم. أما مع النوادي، فقد لعب مع أستون فيلا وريال سوسيداد وكوفنتري سيتي ونادي أرسنال ونادي إيفرتون ونادي بارنسلي ونادي بلاكبول ونادي ساوثهامبتون ونادي واتفورد.

## مسيرته الكروية
لعب كيفن ريتشاردسون خلال مسيرته الاحترافية مع 9 أندية في ثلاثة وعشرون موسمًا وسجل خلالها 37 هدفًا ضمن 580 مباراة. حيث فاز في موسم واحد بالكأس وفي ثلاثة مواسم بالدوري.
خاض كيفن ريتشاردسون مسيرته مع نادي إيفرتون في موسم 1981–82 ليلعب معه ستة مواسم، مشاركًا في 109 مباراة سجل خلالها 16 هدفًا. ثم انتقل إلى نادي واتفورد في موسم 1986–87 لمدة موسم واحد، حيث شارك في 39 مباراة سجل خلالها هدفين. لينتقل بعدها إلى نادي أرسنال في موسم 1987–88 واستمر معه طيلة ثلاثة مواسم، مشاركًا في 96 مباراة سجل خلالها 5 أهداف. ثم انتقل إلى نادي ريال سوسيداد في موسم 1990–91 لمدة موسم واحد، مشاركًا في 37 مباراة ولم يسجل أي هدف. هذا وانتقل لاحقًا إلى نادي أستون فيلا في موسم 1991–92 ليلعب معه أربعة مواسم، مشاركًا في 143 مباراة سجل خلالها 13 هدفًا. ثم انتقل بعدها إلى نادي كوفنتري سيتي في موسم 1994–95 ليلعب معه أربعة مواسم، مشاركًا في 78 مباراة ولم يسجل أي هدف. ليعود وينتقل من جديد، لكن هذه المرة إلى نادي ساوثهامبتون في موسم 1997–98 لمدة موسم واحد، مشاركًا في 28 مباراة ولم يسجل أي هدف أيضًا. لينتقل بعدها إلى نادي بارنسلي في موسم 1998–99 ولمدة موسمين، مشاركًا في 30 مباراة ولم يسجل أي هدف أيضًا. ثم لعب في نادي بلاكبول في موسم 1999–00 لمدة موسم واحد، مشاركًا في 20 مباراة سجل خلالها هدفًا واحدًا.

## وصلات خارجية
- كيفن ريتشاردسون على موقع قاعدة بيانات كرة القدم.إي يو (الإنجليزية)
- كيفن ريتشاردسون على موقع ناشيونال فوتبول تيمز (الإنجليزية)
- كيفن ريتشاردسون على موقع Soccerbase.com (لاعب) (الإنجليزية)
- كيفن ريتشاردسون على موقع عالم كرة القدم.نت (الإنجليزية)